# Pieter Jan Leeuwerink
Pieter Jan Leeuwerink (* 10. Februar 1962 in Wormer, Niederlande; † 27. September 2004 in Capelle aan den IJssel) war ein niederländischer Volleyballspieler.
Zwischen 1985 und 1989 stand Leeuwerink 187 Mal in der niederländischen Volleyballnationalmannschaft und belegte mit dieser unter anderem den fünften Platz bei den Olympischen Spielen 1988. In der niederländischen Volleyballliga spielte er für VC Wormer, Compaen und Brother/Martinus.
Er war Mitinitiator des so genannten Bankrasmodells, das vorsah, die niederländischen Volleyballspieler durch die regelmäßige Teilnahme an hochklassigen Wettbewerben an die Weltspitze zu führen und schließlich bei den Olympischen Sommerspielen 1996 in Atlanta die Goldmedaille für das niederländische Herrenteam brachte.
Nach seiner aktiven Laufbahn als Spieler arbeitete Leeuwerink acht Jahre lang als Trainer bei Alcom Capelle und wechselte später zu Rijnmond Volleybal.
Pieter Jan Leeuwerink starb nach schwerer Krankheit im Alter von 41 Jahren.